# クリミナル
『クリミナル』（原題:Criminal）は、2004年公開のアメリカ映画。日本では劇場未公開。

## ストーリー
ロサンゼルスで借金を作った父のために釣銭詐欺を働いていた新米詐欺師、ロドリゴ。ある日、カジノで騒ぎになり現れた刑事に連行されてしまう。しかし彼は刑事ではなくベテラン詐欺師、リチャードだった。ひょんなことから1日だけコンビを組むことになった2人。
昼食をとっているとリチャードの妹のバレリーから携帯電話に着信が入る。話によれば詐欺師仲間のオチョアがリチャードを呼んでいるという。オチョアは大富豪ハニガンに対し稀少価値のある偽造した銀証券を売ろうと企んだが失敗し、代わりの売りつけ役にリチャードを指名してきたのだった。リチャードはロドリゴと連携して、なんとかハニガンと75万ドルの取引を成立させるのだが…

## キャスト
俳優の横のカッコ内はDVD日本語吹替キャスト。
リチャード・ガディス - ジョン・C・ライリー（宗矢樹頼）
ベテラン詐欺師。カジノでトラブルを起こしたロドリゴを助ける。1日だけという約束でコンビを組み詐欺をする。誰彼構わず騙しており、そのことに対して何とも思っていない。妹とは遺産相続の裁判を係争しているため仲が悪い。
ロドリゴ - ディエゴ・ルナ（内田夕夜）
メキシコ系の青年。父の借金返済のため慣れない釣銭詐欺を試みるがバレてしまう。その際 助けられたリチャードにコンビを組まないかと誘われ1日だけコンビを組むことになる。
バレリー - マギー・ジレンホール（安藤麻吹）
リチャードの妹でホテルコンシェルジュをしている。詐欺師をしている兄を軽蔑する。兄とは遺産相続を巡って裁判沙汰になっているため兄妹の中には険悪ムードが漂っている。
ウィリアム・ハニガン - ピーター・マラン（有本欽隆）
銀証券を売り込む取引相手である大富豪。バレリーの勤めるホテルに宿泊している。
オチョア - ズィット・カザン（千田光男）
リチャードの詐欺師仲間である老年の男性。売り込みに失敗しリチャードを呼んだ。
マイケル - ジョナサン・タッカー（落合弘治）
リチャードとバレリーの弟。疑うことを知らない純粋な性格で、兄であるリチャードを信用している。リチャードが唯一心を開ける家族でもある。
老婆 - エレン・ヘール
フランク・ヒル - マリキ・ヨーダ
ウエイトレス - ローラ・セロン
ロドリゴの釣銭詐欺を見破ったウエイトレス。
マイケル・シャノン
ジャック・コンリー

## DVD
ワーナー・ホーム・ビデオより2005年9月2日リリース。